# Oak Park (Kalifornia)
Oak Park – jednostka osadnicza w Stanach Zjednoczonych, w stanie Kalifornia, w hrabstwie Ventura.